# Liberty (Schiff, 1945)
Die Liberty war formal ein Aufklärungsschiff der United States Navy, das jedoch tatsächlich unter dem Kommando des international operierenden US-Geheimdienstes National Security Agency (NSA) stand. Es diente der elektronischen Kampfführung und der militärischen Aufklärung. Die zu ihrer Zeit hochmoderne Liberty glich äußerlich weitgehend einem Frachtschiff, wies jedoch zusätzliche Antennen auf. Im Sechstagekrieg wurde das Schiff von den israelischen Streitkräften fast 3 Stunden lang angegriffen und schwer beschädigt. Dabei kamen 34 Besatzungsmitglieder ums Leben, mehr als 170 wurden verletzt.

## Geschichte

### Bau und Verwendungen
Das Schiff wurde gegen Ende des Zweiten Weltkrieges als Victory-Schiff Simmons Victory gebaut und war in der Schlussphase des Pazifikkrieges sowie im Koreakrieg als Munitionstransporter im Einsatz. Danach wurde es einige Zeit als ziviler Frachter eingesetzt, dann aber zu einem Spionageschiff der Belmont-Klasse umgebaut und am 1. April 1964 von der US Navy in Dienst gestellt. Das Schiff hatte nach dem Umbau den Auftrag, Maßnahmen der passiven elektromagnetischen Überwachung durchzuführen, also Funksprüche und Radarsignale zur späteren Auswertung aufzuzeichnen. Nach verschiedenen Einsätzen wurde es Mitte 1967 in den östlichen Mittelmeerraum beordert, um bei der sich anbahnenden und letztlich im Sechstagekrieg mündenden Eskalation zur Verfügung zu stehen.

### Beschädigung im Sechstagekrieg

#### Verlauf des Zwischenfalls

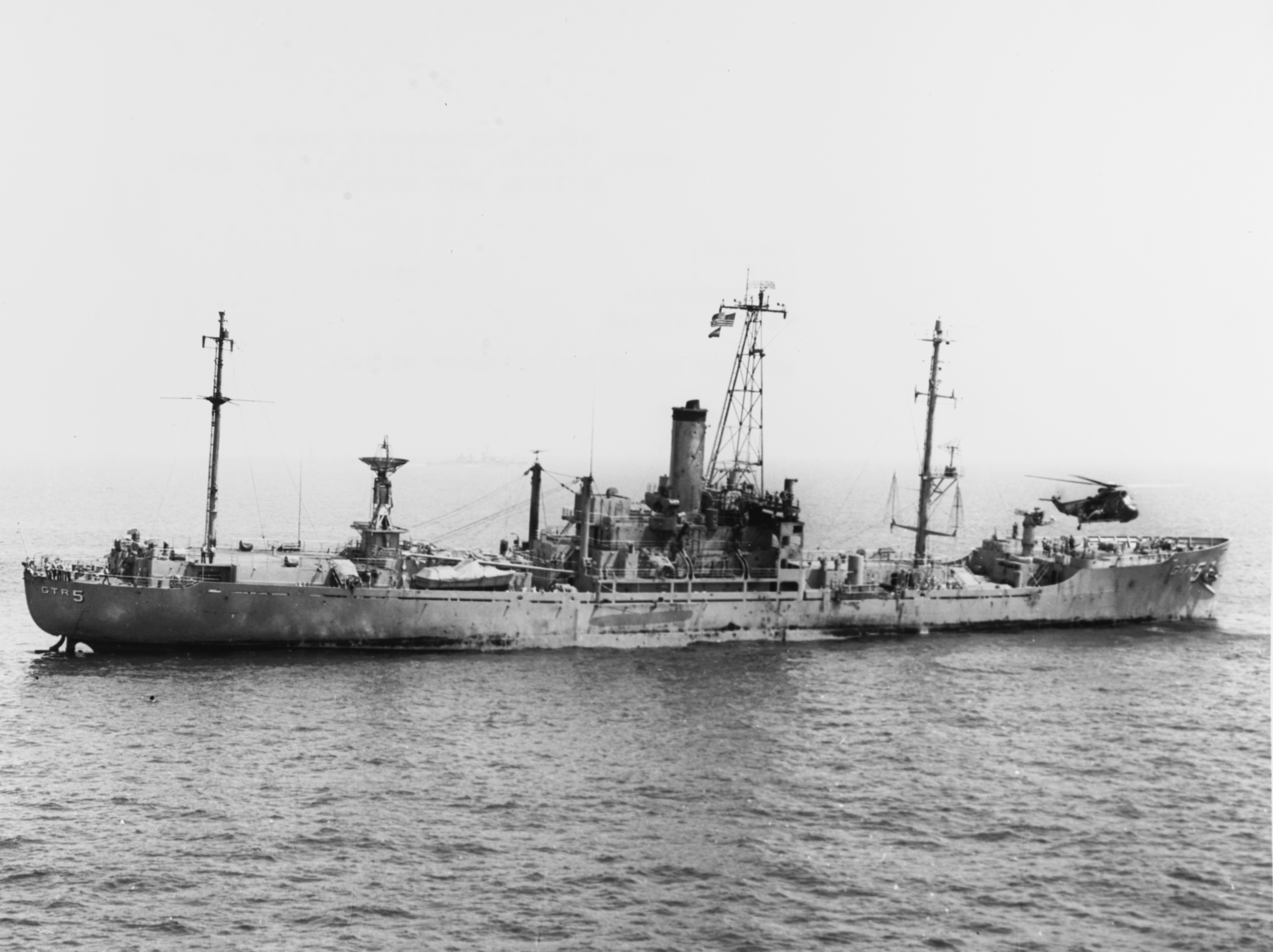
USS Liberty, Aufnahme vom 16. Juni 1967

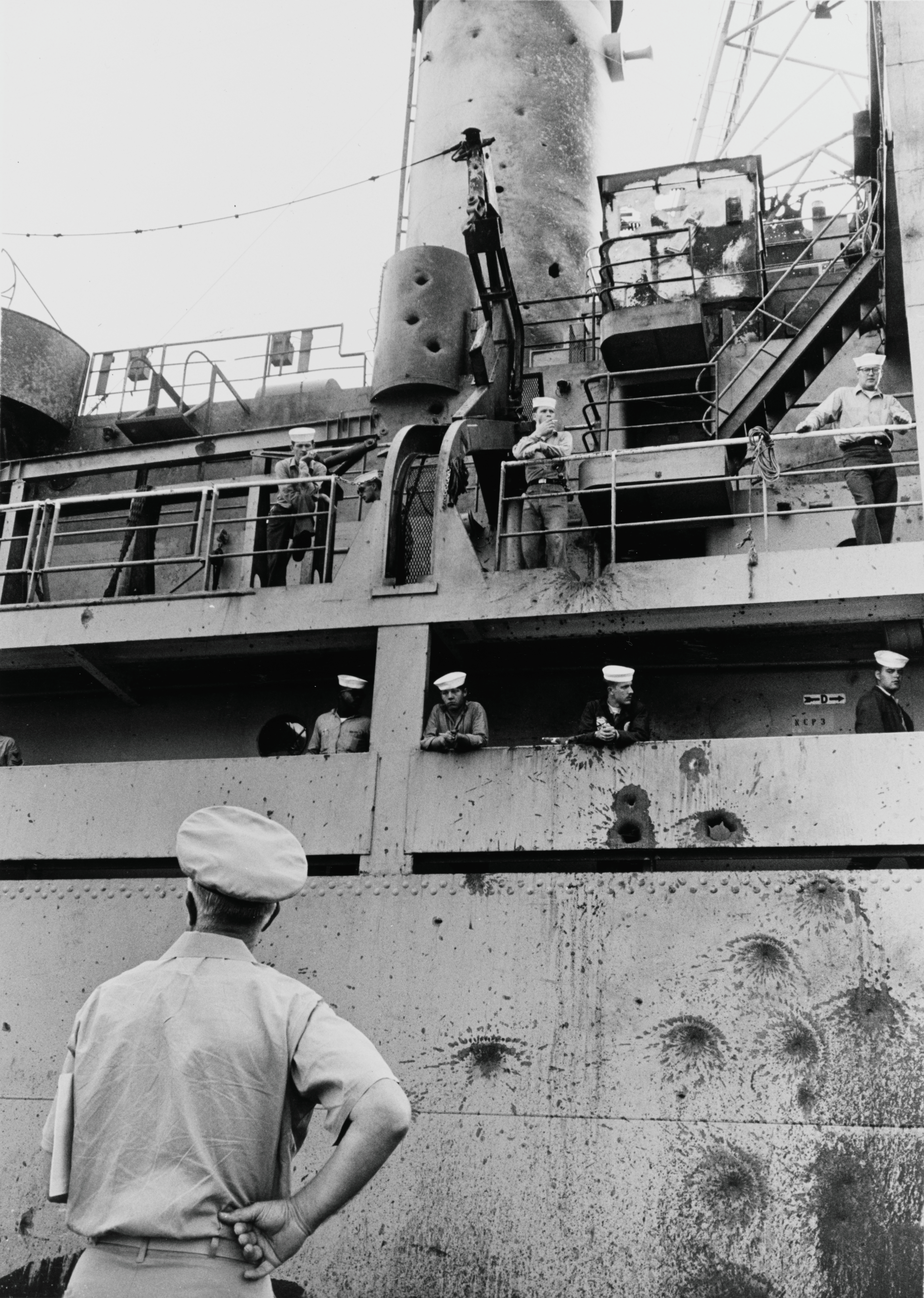
Einschusslöcher an der Liberty, Aufnahme vom 16. Juni 1967

Am 8. Juni 1967 um 9 Uhr morgens wurde das Spionageschiff unter Commander William McGonagle in internationalen Gewässern 14 Meilen vor der Küste Israels angegriffen. Israelische Kampfflugzeuge (u. a. Super Mystère und Mirage III) beschossen und bombardierten es. Dabei kamen auch 1.000-Pfund-Bomben und Napalm zum Einsatz. Außerdem beschossen israelische Torpedoboote die Liberty. Insgesamt wurden 34 Besatzungsmitglieder getötet und 172 verletzt.
Die offiziellen Erklärungen von US-amerikanischer und israelischer Seite, die von einem Irrtum sprechen, sind bereits unmittelbar nach dem Vorfall und bis heute vielfach bezweifelt worden; man geht überwiegend davon aus, dass Israel wusste, dass es sich um ein US-amerikanisches Schiff handelte.
Zu möglichen Motiven der Israelis gibt es unterschiedliche Thesen, etwa dass US-amerikanische Abhöraktionen verhindert werden sollten oder dass arabische Staaten verantwortlich gemacht werden sollten, um so den USA einen Vorwand für den Kriegseintritt zu bieten.
Sicher ist, dass die USA wenige Tage vor dem Zwischenfall mitgeteilt hatten, sie hätten kein einziges Schiff in dieser Region des Mittelmeers stationiert (was zu diesem Zeitpunkt auch stimmte). Beide Seiten bestätigten Aussagen über acht israelische Anti-U-Boot-Flugzeuge, die einige Stunden zuvor die Liberty insgesamt zwölfmal überflogen hatten, wonach sie auf den Karten der Luftüberwachung Israels mit einem grünen Magneten als neutrales Schiff markiert wurde. Diese Markierung wurde allerdings nach sechs Stunden entfernt, da die Liberty vom israelischen Radar verschwunden war; man nahm an, dass sie aufs offene Meer hinausgefahren sei, um sich dort mit der 6. US-Flotte zu treffen.

#### Aufarbeitung des Zwischenfalls
In beiden Ländern gab es mehrfache Untersuchungen, die den Vorgang als Verkettung unglücklicher Umstände darstellen; gleichwohl nähren Zeugenaussagen, Umstände und Hintergründe des Angriffs bis heute Zweifel an diesen Darstellungen.
Im Mai 1968 wurde der Vorfall diplomatisch beigelegt, wobei Israel 3.323.500 US-Dollar (Kaufkraft 2025: 29.962.181 US-Dollar) Entschädigung zahlte.
Im März 1969 zahlte Israel weitere 3.566.457 US-Dollar als Entschädigung an die verwundeten Männer. Am 18. Dezember 1980 erklärte sich Israel bereit, 6 Millionen US-Dollar zu bezahlen (die USA bezifferten den Sachschaden an der Liberty einschließlich 13 Jahre Zinsen auf 17.132.709 US-Dollar). Die überlebenden ehemaligen Besatzungsmitglieder der Liberty bestehen darauf, dass eine Verwechslung unmöglich gewesen und der Angriff auf das Schiff bewusst erfolgt sei.
Die BBC veröffentlichte über den Vorfall im Mai 2003 die Dokumentation „Dead in the water“.
Der britische Journalist Peter Hounam behauptete in einem 2003 veröffentlichten Buch, nach dem Angriff auf die Liberty seien zwei A4-Jagdbomber vom US-Flugzeugträger America mit Ziel Kairo gestartet, aber zurückgerufen worden. Der Untertitel des Buchs behauptete, die Bombardierung der USS Liberty hätte beinahe einen dritten Weltkrieg verursacht.
Laut einem Bericht der Financial Times vom 12. Januar 2004 sagte ein ehemaliges Mitglied des US-Marine-Untersuchungsgerichts unter Eid aus, dass der damalige US-Präsident Lyndon B. Johnson und Verteidigungsminister Robert McNamara eine Geheimhaltung des Vorfalls angeordnet hätten.
Am 2. Oktober 2007 veröffentlichte die Zeitung Chicago Tribune einen Artikel des Pulitzer-Preisträgers John M. Crewdson, der auf kurz zuvor freigegebenen Dokumenten des US-Außenministeriums sowie neuerlichen Zeugenbefragungen basierte. Diese Dokumente, insbesondere Zeugenaussagen zu Funksprüchen der israelischen Piloten, stützen die Aussagen der Überlebenden, dass es sich um einen gezielten Angriff handelte.

### Verbleib
Schwer beschädigt wurde die Liberty in den Hafen von Valletta auf Malta gebracht und dort zumindest wieder seetüchtig gemacht. Kurz darauf kehrte sie in die USA zurück, wurde aber nicht vollständig repariert, sondern 1968 außer Dienst gestellt. 1973 wurde sie zum Abbruch verkauft.

## Auszeichnungen
Der kommandierende Offizier William McGonagle wurde mit der Medal of Honor, der höchsten Tapferkeitsauszeichnung der US-Streitkräfte geehrt. Lieutenant Commander Philip Armstrong und Quartermaster Third Class Francis Brown erhielten die höchste Auszeichnung der US-Marine, das Navy Cross.
Des Weiteren wurden 11 Silver Stars, 20 Bronze Stars, 9 Navy Commendation Medals und 204 Purple Hearts verliehen. Das Schiff selbst erhielt die Presidential Unit Citation.

## Dokumentationen
- Richard Belfield: The Day Israel Attacked America. Al Jazeera English, 2014